# Wimberley
Wimberley – miasto w Stanach Zjednoczonych, w stanie Teksas, w hrabstwie Hays.
W Wimberley zmarł amerykański prawnik polskiego pochodzenia - Leon Jaworski.